# Видео
Видео (на латински: video – гледам, виждам) е термин, който включва широк спектър от техники и технологии на записа, обработката, предаването, съхраняването и възпроизвеждането на поредица от образи в движение, със или без звук.
За създаването на видео обикновено се използва видеокамера (видеорекордер). Исторически първи са възникнали черно-белите, без звук. Видеото може да бъде записано на видеокасета с магнитен запис, и възпроизведено на видеомагнетофон. След 2000 г. с налагането на цифровия запис магнитните носители са заменени с компактдискове и DVD. Видео може да се създава и на компютър с уеб камера. Известен уеб сайт, където може да се гледат видеоклипове в Интернет, е Youtube, но има и много други сайтове за видео споделяне. За възпроизвеждане на видеоклипове в съвременните електронни устройства се използва приложен софтуер – видео плейър.